# Jack Parr
John "Jack" Parr (Louisville, Kentucky, 13 de marzo de 1936 - Lindsborg, Kansas, 4 de enero de 2015) fue un baloncestista estadounidense que disputó una temporada en la NBA. Con 2,06 metros de estatura, jugaba en la posición de pívot.

## Trayectoria deportiva

### Universidad
Jugó durante tres temporadas con los Wildcatse de la Universidad Estatal de Kansas, en las que promedió 16,9 puntos y 12,7 rebotes por partido. Sus 889 rebotes le colocan en la segunda posición histórica de la universidad, solo superado por Ed Nealy. Fue elegido en sus tres temporadas en el mejor quinteto de la Big Eight Conference, liderando en 1956 la conferencia en puntos y rebotes.

### Profesional
Fue elegido en la septuagésima posición del Draft de la NBA de 1958 por Cincinnati Royals, con los que jugó una única temporada, en la que promedió 4,0 puntos y 4,2 rebotes por partido.

## Estadísticas de su carrera en la NBA

### Temporada regular
| Temporada | Edad | Equipo            | Liga | P  | TIT | MIN  | TC  | TCA | %TC  | TL  | TLA | %TL  | REB | ASIS | FP  | PTS |
| 1958-59   | 22   | Cincinnati Royals | NBA  | 66 |     | 15.7 | 1.7 | 4.7 | .355 | 0.7 | 1.1 | .603 | 4.2 | 0.8  | 2.1 | 4.0 |
| Total     |      |                   | NBA  | 66 |     | 15.7 | 1.7 | 4.7 | .355 | 0.7 | 1.1 | .603 | 4.2 | 0.8  | 2.1 | 4.0 |